# 下诺曼底
下诺曼底（法語：Basse-Normandie）是法国西北部一個大區的名稱，北鄰英吉利海峽與英國相望。下轄卡爾瓦多斯省（14）、芒什省（50）、奧恩省（61）。

## 經濟
下諾曼第的經濟以農業為主，牲畜與乳牛牧場、紡織業和水果栽培業是主要產業。該區的奶油、鮮乳酪（Fromage frais）、軟質乳酪（Soft cheese）、蘋果酒、韭蔥、蕪菁和亞麻的產量領先全國，同時也是全法國飼養馬最多的地區。西部因為有大草原，因此以牧場為主。卡昂附近蘊藏鐵礦。旅遊業也是當地重要產業之一。該區有渡輪直接航向英國（瑟堡-奧克特維爾和兀斯特罕（Ouistreham）兩港）。

## 城堡

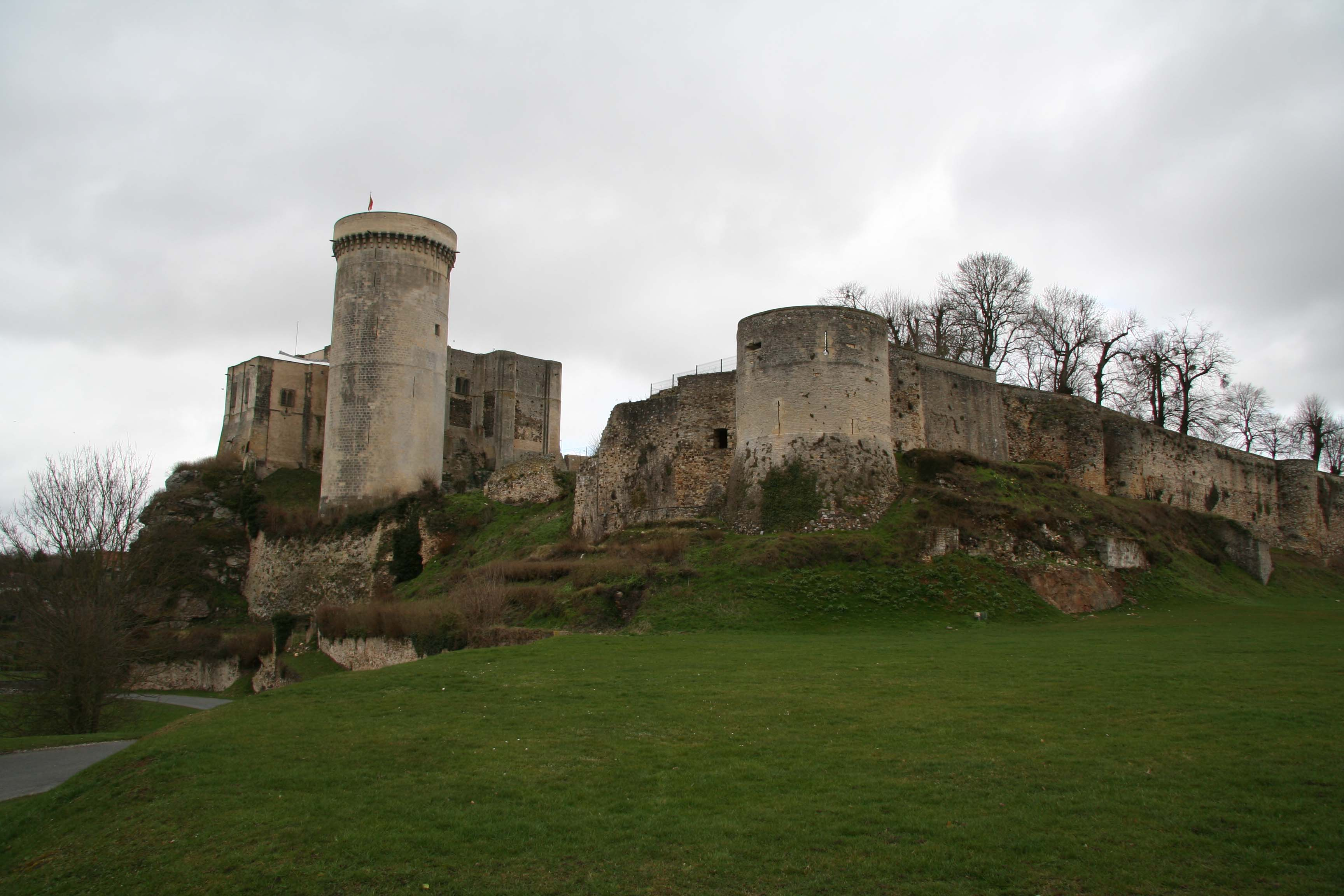
法萊斯城（Château de Falaise）

- 卡爾瓦多斯省（14）（Calvados）

Caen ·  Creully ·  Falaise
- 芒什省（50）（Manche）

Bricquebec ·  Gratot ·  Pirou
- 奧恩省（61）（Orne）

Domfront

## 主要城市
- 阿朗松（Alençon）
- Argentan
- 卡昂
- 瑟堡-奧克特維爾
- Équeurdreville-Hainneville
- Flers（英语：Flers, Orne）
- Hérouville-Saint-Clair
- 利雪（Lisieux）
- 聖洛
- Tourlaville